# Unen Bahlam
Unen Bahlam ("Jaguar-Bebis"), född okänt år, död efter år 317, var regerande drottning av Mayastaten Tikal omkring år 317.
Hon är den första kvinnliga regent som dokumenterats inom mayakulturen. Identifikationen av denna monark som kvinna har dock ifrågasatts. 